# Дюнкерк (линкор)
«Дюнкерк» (фр. Dunkerque) — линкор (иногда — линейный крейсер) французского флота. Головной корабль типа «Дюнкерк». Корабли этого типа стали первыми в мире быстроходными линкорами. Во французском флоте «Дюнкерк» и «Страсбург» официально числились линейными кораблями, за границей их обычно причисляли к линейным крейсерам. Назван в честь одноименного города. Стал первым французским линейным кораблем, построенным после окончания Первой мировой войны. Стоимость строительства корабля составила 700 миллионов франков.

## Постройка
«Дюнкерк» был заложен 24 декабря 1932 года в 4-м доке входившей в состав брестского «Асенала» гавани Salou. Впервые в мире крупный корабль строился в сухом доке. Там был построен практически весь корпус судна, за исключением передней 17-метровой секции, так как общая длина дока оставляла всего 200 метров. Стапельный период составил 33 месяца. 2 октября 1935 года «Дюнкерк» был спущен на воду и отбуксирован в 8-й док гавани Laninon той же верфи, где его строительство и было завершено. Достройка на плаву заняла 16 месяцев. Дюнкерк был передан флоту 1 февраля 1936 года, сдаточные испытания судна начались 18 апреля 1936 года, ещё до завершения работ над надстройкой и продлились до конца апреля 1937 года.

## Служба

### Довоенный период
1 мая 1937 года «Дюнкерк» был принят на вооружение. В том же месяце он принял участие в Спидхэдском параде, приуроченном к коронации Георга VI и Елизаветы, 27 мая вместе с другими французскими кораблями — в манёврах у острова Иль-де-Сен. На этих манёврах на «Дюнкерке» находился министр флота и новый глава штаба французских ВМС вице-адмирал Франсуа Дарлан.
С 20 января по 6 марта 1938 года «Дюнкерк» был в плавании к атлантическим колониям Франции. Среди прочего, он посетил Фор-де-Франс на Антильских островах и Дакар (Сенегал).
В 1939 года в счет оплаты за поставку американского вооружения «Дюнкерк» перевез в Канаду сто тонн золота.

### Вторая мировая война
В 1940 году «Дюнкерк» был переведен на Средиземноморский театр военных действий. После разгрома Франции и подписания перемирия с Германией «Дюнкерк» находился в Мерс-эль-Кебире.
Опасаясь, что французский, пятый по численности флот в мире, попадет в руки немцев, англичане осуществили набег на Мерс-эль-Кебир. С целью нейтрализации французского флота английское соединение Н провело операцию «Катапульта», в ходе которой британцам удалось повредить и захватить несколько французских кораблей. Во время нападения англичан на Мерс-эль-Кебир «Дюнкерк» получил три попадания из орудий главного калибра английских линкоров и, будучи тяжело поврежден, потерял ход. Прекратив огонь, линкор перешёл в гавань Сен-Андре. 6 июля 1940 года «Дюнкерк» был атакован торпедоносцами «Суордфиш» с HMS «Арк Ройал». Получив большую пробоину в обшивке правого борта из-за взрывов глубинных бомб стоявшего рядом сторожевика «Тер Нев», корабль лег на грунт. Снят с мели и отремонтирован.

### Нападение на Мерс-эль-Кебир
Для нейтрализации французского флота в Мерс-эль-Кебир решено было использовать грубую силу и отправить сильную британскую эскадру. В соединение H (Хэйч) адмирала Сомервилла вошли линейный крейсер «Худ», линкоры «Резолюшен» и «Вэлиант» (на каждом из трёх по восемь 381-мм орудий), авианосец «Арк Ройял», лёгкие крейсера «Аретьюза», «Энтерпрайз» и 11 эсминцев. Они подошли к Мерс-эль-Кебиру утром 3 июля 1940 года. В 7 часов по Гринвичу в гавань вошёл эсминец «Фоксхаунд» с кэптеном Холландом на борту. Холланд был военно-морским атташе в Париже, и его близко знали многие французские офицеры. Он передал на «Дюнкерк» адмиралу Женсулю ультиматум. Согласно ему французские корабли должны были выполнить одно из условий:
1. выйти в море и присоединиться к британскому флоту для продолжения борьбы с Германией и Италией;
2. выйти в море с уменьшенными экипажами для прохождения в британские порты, где французские моряки будут репатриированы;
3. выйти под английским эскортом с уменьшенными экипажами во французские порты в Вест-Индии или в порты США, где корабли будут разоружены, а экипажи репатриированы;
4. затопить корабли в течение 6 часов.

В случае невыполнения одного из этих условий британцы угрожали использовать силу. Первые два требования нарушали условия перемирия с Германией, поэтому были отклонены Женсулем сразу. Третий пункт также почти не рассматривался, поскольку в ответ на захват французских кораблей в портах Великобритании и Александрии утром пришёл немецкий ультиматум с требованием под угрозой разрыва перемирия вернуть французские корабли из Англии. Женсуль передал британскому флагману, что затопить без приказа Дарлана корабли вправе лишь в случае захвата их немцами. А получить новый приказ было невозможно, так как французское адмиралтейство в тот день переезжало из Бордо в Виши. В случае же попытки использовать британцами силу, французы ответят силой.
В 10:50 «Фоксхаунд» поднял сигнал, что Сомервилл не даст французским кораблям покинуть гавань. В 12:30 британские самолёты сбросили на главном фарватере магнитные мины. Срок ультиматума истекал в 14:00. Адмирал Женсуль попытался ещё раз провести переговоры, и Холланд вернулся на «Дюнкерк», но они ничем не закончились. А в 16:15 Холланд был отозван депешей Сомервилла. В этой депеше устанавливалось новое время окончания ультиматума — 17:30 по британскому летнему времени (16:30 по Гринвичу). В 16:25 Холланд покинул «Дюнкерк». Французские корабли получили приказ выходить в море — линкоры колонной, а лидеры должны были прорываться кто как мог. Тральщики начали расчищать фарватер от мин.
В 16:54 корабли Сомервилла открыли огонь, находясь в 14 000 м к северо-северо-западу от Мерс-эль-Кебира. Французские корабли стояли за молом, и первые британские снаряды попали в него. В 17:00 Женсуль отдал приказ открыть ответный огонь. Гавань была слишком узкой, на что и рассчитывали британцы, поэтому французские корабли могли выходить из неё только последовательно. «Дюнкерк» стоял ближе всех к британцам, и огонь «Худа» сосредоточился на нём. Первый снаряд попал ему в корму, пройдя тонкие плиты без разрыва и вышел в 2,5 м ниже ватерлинии. Он повредил проводку левого борта, вывел из строя кран для подъёма самолётов и вызвал затопление топливной цистерны левого борта. В 17:03 повреждения получил «Прованс» и вынужден был приткнуться к мели. В 17:07 «Бретань» после нескольких попаданий охватил пожар, а в 17:09 она начала переворачиваться и взорвалась.

#### Повреждения «Дюнкерка»
|  |  |  |

«Дюнкерк» успел дать несколько залпов, перед тем как получил первое попадание. Первый 381-мм снаряд попал в башню ГК № 2. Башня была повернута в сторону британских кораблей — под углом порядка 100° от диаметральный плоскости на правый борт. Снаряд упал под углом порядка 20° на наклонную часть крыши башни над орудием № 8. Толщина поверхностно укрепленной броневой плиты в этом месте была 150 мм. Снаряд продавил плиту и без разрыва рикошетом ушел дальше. Основная его часть была найдена в 2000 м от корабля в 150 м от деревни Сен-Клотильд. Предположительно один из осколков этого снаряда поразил пост управления огнём на фок-мачте «Прованса» и смертельно ранил старшего артиллерийского офицера. В цементированной плите образовалась вмятина сверху, а снизу был вырван кусок брони серповидной формы максимальной толщиной 100—120 мм. Осколки брони пробили цилиндр накатника с правой стороны орудия и поразили место наводчика с правой стороны. Этот осколок (возможно часть снаряда) позже был найден на полу башни. В конце своего пути осколок отразился от боковой стенки башни и попал в зарядный лоток орудия № 8.
В этот момент орудие находилось в процессе зарядки и на лотке находились две первых части порохового заряда. Заряды воспламенились и в огне погибла прислуга правой полубашни. Лёгкие повреждения получил также персонал, находившийся в командном отсеке башни. Левая полубашня и перегрузочное отделение повреждений не получили — сработали бронепереборка между полубашнями и противопожарные заслонки в системе подачи. Пожар не вызвал значительных разрушений оборудования. Система подачи работала для всех четырёх орудий. Система горизонтальной наводки была в полностью рабочем состоянии. Система вертикальной наводки для орудий № 5 и 6 повреждена не была. Для орудия № 7 вертикальная наводка могла осуществляться после расцепления с орудием № 8. Поэтому огонь и орудий № 5 и 6 мог продолжаться. А после восстановления электрозапала могло возобновить огонь и орудие № 7.
Второй снаряд ударил в незабронированную часть палубы в корме. Прошел без разрыва через ангар гидросамолётов и каюты мичманов и вышел в 2,5 метрах ниже ватерлинии. По ходу движения снаряд перебил электрокабеля крана для подъёма гидросамолётов и кабеля, идущие к рулевому приводу. В результате линкору пришлось перейти на управление с помощью четырёхсильного резервного двигателя "Рено"v. Был затоплен ряд отсеков в кормовой части, в том числе топливная цистерна левого борт. Но так как гидросамолёт был перед боем снят, а авиатопливо слито, эти первые два попадания мало сказались на боеготовности «Дюнкерка», в отличие от двух следующих.
Около 18:00 «Дюнкерк» получил одновременное попадание ещё двух 381-мм снарядов. Третий снаряд попал в главный броневой пояс правого борт в район отсека J — в 1,2 м от переборки между отсеками J и K и на 0,4 м ниже верхнего края пояса. Он пробил 225-мм пояс и прошел сквозь перегрузочное отделение 130-мм спарки. На своем пути он снес часть подачной трубы и вызвал пожар находившихся в отделении зарядов и снарядов — в результате чего взорвалось как минимум два 130-мм снаряда. Дальше он прошел через 20-мм противоосколочную перегородку и разорвался в отсеке медицинского склада. Осколками снаряда и взрывом были разрушены несколько продольных переборок и вентиляционный канал. Также была разрушена 20-мм переборка между медицинским отсеком и отсеком воздухоохладительной установки машинного отделения № 1. При отсутствии вентиляции, дым от пожаров и продукты горения 130-мм зарядов проник в машинное отделение и сделал его непригодным для нахождения. Положение осложнялось тем, что персонал нельзя было эвакуировать через заблокированные броневые двери в переборках. Только дюжине моряков удалось выбраться по лестнице в начало отсека, до того как люк, ведущий к ней был заблокирован металлическими осколками.
Взрывы 130-мм снарядов в системе подачи привели также к сильному пожару в туннеле с кабелями и вывели их строя. Сразу же после получения информации о пожаре в перегрузочном отделении 130-мм башни № 3 правого борта, её погреба в отсеке Н были затоплены. А через час после получения информации о дыме проникшем в систему подачи башни № 4 (130-мм спарка левого борта) был затоплен и её погреб.
Четвёртый снаряд ударил в главный броневой пояс в начале отсека L — в 0,3 м от водонепроницаемой перегородки между отсеками K (КО № 2) и L (КО № 3), на 2,5 метра ниже верхнего края пояса, над самым урезом воды. Траектория снаряда шла под углом таким образом, что он шел из отсека L в отсек K. Он пробил 225 мм пояс и скос броневой палубы толщиной 40 мм. Снаряд прошел через практически полную топливную цистерну отсека K (1 метр ниже максимальной отметки), пробил 30-мм противоторпедную переборку, разорвал электрокабели в тоннеле и проник в отсек котельного отделения № 2. Здесь он разорвал паровой коллектор № 1, который соединял котел № 21 с носовой машинной группой (КО№ 1 и МО№ 1) и повредил коллектор перегретого пара № 2 и выпускной коллектор вспомогательных механизмов. Дальше он попал в верхнюю часть котла № 21 и отразился от стенок верхнего пароперегревателя. Основная часть осколков снаряда общей массой порядка 350—400 кг пробила стенку котла и вылетела обратно в отсек.
В результате котельное отделение № 2 заполнилось нефтью и паром из котлов № 11, 12 и 21 через дыру в котле № 21 и коллектор № 1. Чуть медленнее, но давление пара было сброшено и на котлах № 22, 31 и 32 через коллектор № 2, что попытались компенсировать путём повышения температуры в котлах № 31 и 32. Продукты взрыва и горячий пар быстро наполнили котельное отделение № 2, убив большую часть находившихся в нём. Скачок давления вызвал разрушение дымоходов обоих котлов и повредил гидравлическую систему запирания броневых дверей между отсеками, что сделало проблематичным эвакуацию выживших. Горячий пар нагрел переборку между КО№ 2 и КО№ 3, а отсутствие вентиляции привело к тому, что воздух в КО№ 3 стал непригодным для дыхания и командир корабля приказал эвакуировать из него весь персонал.
В результате этих четырёх попаданий продолжали действовать только котельное отделение № 3 и машинное отделение № 2, приводившее во вращение внутренние валы. Поэтому даже теоретически скорость Дюнкерка не могла превысить 26 узлов. Из-за повреждения электропроводки была полностью прекращена подача энергии в корму, и вышла из строя сеть правого борта и кормовые 130-мм башни остались без энергии. Управление рулем осуществлялось с помощью вспомогательного двигателя. Из-за потери одной из основных подстанций были включены носовые резервные дизель-генераторы. Директоры 330-мм и 130-мм орудий вышли из строя из-за потери электроэнергии. Башня главного калибра № 1 продолжала вести огонь по «Худу», башня № 2 молчала, потому что электроэнергия на неё не поступала.
Выходить в море в таком состоянии корабль не мог, поэтому в 17:10 поступил приказ адмирала Жансуля прекратить огонь и стать на якорь напротив деревни Сен-Андре, под защитой берега и форта Сантон. В 17:13 линкор бросил якорь на 15 метровой глубине. А в 18:00 с помощью буксиров «Эстрель», «Котаитен» и сторожевиков «Тер Нёв» и «Сетус» «Дюнкерк» приткнули к берегу — примерно 30 метров его носовой части вытащили на 8 метровую отмель. Линкор принял примерно 700 т воды через пробоины и ещё порядка 150 тонн балласта было принято в цистерны левого борта для выравнивания крена. Аварийные партии приступили к ремонту повреждений. В 19:00 поступил приказ Жансуля эвакуировать экипаж — на борту оставались только члены экипажа, задействованные в ремонтных работах — около 360 человек. В 19:30 Жансуль известил Соммервила о эвакуации, но в ответ получил только приказ Ле Люка прекратить переговоры с врагом. Раненые были размещены в госпитале в Сант-Андре. 800 человек с «Дюнкерка» сошли на берег и были отправлены из Орана в Тулон на лайнерах «Шампольон» и «Мариэт Паша».

#### 6 июля
На следующий день пожары были потушены, началась работа по восстановлению электроснабжения, заделыванию пробоин и откачке воды. Несмотря на большое количество жертв, повреждения оборудования не были слишком велики и Жансуль предполагал, что в течение нескольких дней можно залатать котел и паровые коллекторы и перейти в Тулон для капитального ремонта. Он известил об этом командование во Франции и адмирала Эстева в Бизерте. Последний не преминул выпустить коммюнике для алжирской прессы, в котором сообщалось, что повреждения «Дюнкерка» невелики и через несколько дней он своим ходом придёт в Тулон.
Британская авиаразведка не смогла к этому времени выяснить степень повреждения «Дюнкерка». После получения данных о коммюнике Эстева Соммервил получил приказ Черчилля и адмиралтейства выйти в море и «завершить работу». В 19:00 5 июля соединение Н вышло из Гибралтара в составе «Худа», «Вэлианта», «Арк Ройала», «Аретьюзы», «Энтерпрайза» и 10 эсминцев. Линкор «Резолюшен» был оставлен в базе. Так как «Дюнкерк» стоял вблизи деревни Сант-Андре, Сомервилл решил что артобстрел может повлечь за собой жертвы среди мирного населения. Поэтому по согласованию с Адмиралтейством атаку было решено произвести торпедоносцами с «Арк Ройала».
Британские самолеты уходили в атаку тремя волнами. В 4:20, когда «Арк Ройал» находился в точке с координатами 36-19N, 2-23W, примерно в 100 милях от Орана, с его борта взлетела шестерка «Суордфишей» 820-й эскадрильи. Самолеты несли торпеды Mark XII с неконтактными взрывателями «Дюплекс». Торпеды были выставлены на скорость хода 27 узлов и глубину 3,6 метра. В 4:45 взлетела тройка «Суордфишей» 810-й эскадрильи под прикрытием шестерки «Скьюа» из 800-й эскадрильи. В 5:20 в воздух поднялись три «Суордфиша» 810-й эскадрильи и шесть «Скьюа» из 803-й эскадрильи.
Французские корабли находились в незавидном положении. Все 130-мм орудия «Дюнкерка» вышли из строя, и электропитание к их директорам также не было восстановлено. Обслуга зенитных автоматов и пулемётов была эвакуирована. Команда имела приказ Жансуля и командующего «Дюнкерком» Сегуина покинуть корабль в случае воздушной атаки. Воздушная разведка не велась. Истребительного прикрытия не было. Вокруг «Дюнкерка» не были установлены противоторпедные сети. У правого борта линкора находился сторожевик «Тер Нёв», на который осуществлялась эвакуация тел погибших. На борту сторожевика находились глубинные бомбы, большая часть со снятыми предохранителями, опасностью чего пренебрегли.
Первая волна торпедоносцев кружила в 15 милях от берега на высоте 2100 метров, с тем чтобы атаковать с восходом солнца, которое вставало в 4:53. В 5:28, когда первые солнечные лучи из-за гор осветили гавань Мерс-эль-Кебира, торпедоносцы вышли в атаку(Журнал_Арка). Несмотря на отсутствие сопротивления, поразить неподвижную мишень на малой глубине оказалось непростой задачей. Из торпед, выпущенных самолетами первой волны, ни одна не попала в «Дюнкерк». Одна из торпед поразила «Тер Нёв», но не взорвалась. Сторожевик начал тонуть. В 5:47 в атаку вышла вторая волна торпедоносцев. Она была встречена зенитным огнём и также не добилась попаданий в линкор. Но одна из торпед поразила «Тер Нёв», разорвав его пополам. Сторожевик быстро затонул. Самолеты третьей волны пролетели мыс Фалкон в 5:50. Их встретили французские истребители, но они были скованы «Скьюа» эскорта. В схватке один из «Скьюа» 803-й эскадрильи был поврежден и позже не дотянул до авианосца, сев на воду. Его экипаж был спасен эсминцем «Видет». Торпедоносцы третьей волны также не добились попаданий в «Дюнкерк». Одна из торпед потопила буксир «Эстрель», маневрировавший в 70 метрах от линкора. Ещё одна торпеда предположительно прошла под килем линкора и угодила в обломки «Тер Нёв». Взрыв торпеды вызвал детонацию не менее 14 из 44 глубинных бомб сторожевика. Взрыв 1400 кг взрывчатки глубинных бомб был ужасен. Столб мутной воды поднялся на высоту порядка 100 метров.
Эпицентр взрыва находился в начале отсека G, вблизи переборки между отсеками G и F — в районе переднего края барбета башни № 2 главного калибра. По приказу Сегуина при первой атаке торпедоносцев были затоплены погреба 330-мм орудий, тем самым была исключена возможность их детонации. В результате подводного взрыва в борту образовалась пробоина 18 х 12 метров. Противоторпедная 40/50 мм переборка выгнулась на протяжении 40 метров и во многих местах открылась течь. Были затоплены машинные отделения, пост управления огнём и командный пункт по борьбе за живучесть корабля. Плиты главного пояса прогнулись внутрь, выпучив броневую палубу. От взрыва также сошли со своих направляющих директора управления огнём. Корпус принял порядка 20 000 т воды и линкор осел на грунт. Крен в 5 гр был затем выровнен контрзатоплением (прим. Для выравнивания крена водой были наполнены отсеки противоположные затопленным).
Последствия взрыва глубинных бомб были значительнее тех, на которые могли рассчитывать англичане — взрыв 1400 кг взрывчатки был эквивалентен попаданию 8 британских торпед. «Дюнкерк» вышел из строя как минимум на несколько месяцев. Всего в операциях 3 и 6 июля погибло 210 членов экипажа линкора — 9 офицеров, 32 старшины и 169 моряков.
Адмиралом Жансулем и командиром «Дюнкерка» Сегуином были допущены ряд грубых ошибок. Их междоусобица помешала своевременно отчалить 3 июля, а отсутствие противоторпедных сетей, неспособность организовать ПВО корабля и использование вблизи корабля сторожевиков с взведенными глубинными бомбами привело к выходу из строя линкора на длительный срок. В британском флоте это бы поставило крест на их дальнейшей карьере. Но ситуация во французском флоте в июле 1940 года была такова, что благодаря лояльности офицеров командованию, эти ошибки мало сказались на их судьбе. По прибытии в Тулон Жансуль был отчитан Дарланом. В результате реорганизации флота была упразднена Атлантическая эскадра и он лишился своего поста, но получил пятую звезду и стал полным адмиралом. Сегуин был назначен командиром «Страсбурга» и оставался им до ноября 1941 года.

### Затопление французского флота в Тулоне
В начале 1942 г. «Дюнкерк» прибыл в Тулон и был поставлен в сухой док для проведения ремонтных работ. Восстановление проходило медленно. Во время захвата Тулона немецкими войсками находящийся в доке «Дюнкерк» был взорван. При этом все оборудование линкора было уничтожено.

### Послевоенная судьба
По завершении Второй мировой войны, останки «Дюнкерка» были выведены из сухого дока и поставлены на прикол. Из-за больших разрушений попытки восстановления корабля не предпринимались.
15 сентября 1955 «Дюнкерк» был выведен из состава флота, его останки проданы на слом 30 сентября 1958 года за 253 млн франков.

### Комментарии
1. 1 2 3  Все данные приводятся на сентябрь 1939 года.
2. ↑  Пороховой заряд 330-мм орудия состоял из четырёх частей пороха в шелковом картузе. Сначала в камору подавались первых две части заряда, потом две следующих и только потом снаряд.
3. ↑  В конструкции 330-мм орудия «Дюнкерка» люльки орудий хоть и были разделены, но не были индивидуальными. Вертикальной наводка орудий № 7 и 8 могла производиться только совместно
4. ↑  По данным Джордана и Дюма в 5:15.
5. ↑  На линкорах типа Дюнкерк директора по управлению 130-мм и 330-мм орудиями были собраны во вращающиеся конструкции на верхушках башенно-подобных надстроек.